# François Darbon
François Darbon est un acteur, metteur en scène et auteur français né le 15 août 1915 dans le 16e arrondissement de Paris et mort  le 9 juillet 1998 dans le 12e arrondissement de Paris.

## Biographie
En 1938, François Darbon aborde ses premières expériences théâtrale à Tunis. Avec une compagnie de comédiens amateurs, il joue trois soirs au théâtre municipal. Le lendemain, nostalgique de ces soirées, il prend la décision d'en faire son métier.
C'est en septembre 1939, pendant son service militaire près de Biarritz, qu'il fait la rencontre de celui qu'il ne quittera plus, André Clavé, mobilisé comme lui, en tant qu’Élève Officier de Réserve (EOR). Leur amitié naîtra dans des discussions sur le théâtre, et alors qu'André Clavé venait de mettre de côté, provisoirement, la troupe qu'il avait fondé en 1936, la compagnie des Comédiens de la Roulotte avec Geneviève Wronecki-Kellershohn, Jean Desailly, tout jeune amateur débutant, et quelques autres.
François Darbon, les retrouvera en septembre 1940 pour jouer La paix chez soi. Le mois suivant la troupe intègre le mouvement Jeune France, et ils vont commencer, enfin, une vie de comédiens professionnels. Ils sont rejoints, en février 1941, par Jean Vilar, qui accepte de venir à La Roulotte « simplement en tant qu'auteur »,, et Hélène Gerber tous deux élèves de Charles Dullin .
Grâce au soutien financier de Jeune France, la troupe  part en tournée théâtrale dans le centre du pays (Anjou, Sarthe et Mayenne), pendant l'été 1941,. Pendant l'été 1942, La Roulotte repartira sur les routes de Bretagne et du centre de la France, mais sans subventions, Jeune France ayant été dissoute à la fin de l'hiver. Clavé sera alors tenu, pour des raisons de sécurité, de quitter sa propre compagnie un an après être entré dans un réseau de résistance, le réseau Brutus.
François Darbon mettra à profit les dernières années de la guerre pour aller suivre les cours de Charles Dullin.
Après la Guerre, il retrouve André Clavé. Revenu des camps nazis de Buchenwald, et de Dora, Jeanne Laurent demandera, en 1946, à Clavé de reconstituer sa troupe des Comédiens de la Roulotte pour faire des tournées de prospection en Lorraine et en  Alsace. Puis elle lui demandera de remplacer Roland Piétri à la direction du Centre dramatique de l'Est, à Colmar. Darbon sera de toutes ces aventures jusqu'à la fin de décembre 1952, date à laquelle, Michel Saint-Denis, remplacera Clavé.
Ils fonderont, alors, ensemble, la Compagnie Clavé-Darbon et se produiront en France et en Allemagne, jusqu'à 1955, lorsqu'André Clavé sera contraint d'abandonner le théâtre pour partir dans d'autres directions.
François Darbon suivra alors une voix plus solitaire travaillant de spectacles en spectacles et de films en films. Il retrouvera, malgré tout, encore Clavé, se vouant l'un à l'autre une fidélité sans faille, lorsque ce dernier lui demandera de former à la diction, des élèves animateurs de radio africains, dans l'école qu'il dirige, le Studio-École (École créée par Pierre Schaeffer, pour préparer la décolonisation).
À 25 ans il épousera la ravissante Nathalie Manoyloff, d'origine russe. Ils auront une fille, Sophie. Sophie Darbon est auteur comédienne et metteur en scène comme son père. Elle vient de publier un conte pour enfants Sotisette Planplan et la clé des fées aux éditions Edilivre, dédiée à ses parents.
Il partagera par la suite sa vie avec la comédienne Dominique Blanchar, épousée finalement en janvier 1978 après son divorce, jusqu'à sa mort le 9 juillet 1998. Il est incinéré au cimetière du Père-Lachaise à Paris.

## Filmographie

### Cinéma
- 1947 : Chambre 34 de Claude Barma (court métrage, également scénariste)
- 1952 : Procès au Vatican d'André Haguet
- 1953 : Virgile de Carlo Rim
- 1955 : Les Évadés de Jean-Paul Le Chanois : l'oberlieutenant
- 1955 : Gas-oil de Gilles Grangier : Antoine Scoppo, le gangster assassiné
- 1955 : Les Hussards d'Alex Joffé : l'ordonnance du capitaine
- 1956 : Le Secret de sœur Angèle de Léo Joannon
- 1956 : Je reviendrai à Kandara de Victor Vicas
- 1956 : Plus de whisky pour Callaghan de Willy Rozier
- 1957 : Les Sorcières de Salem de Raymond Rouleau
- 1957 : Le Désert de Pigalle de Léo Joannon
- 1958 : Les Misérables de Jean-Paul Le Chanois : le médecin, dans la seconde époque
- 1958 : Sois belle et tais-toi de Marc Allégret : Gino, le tueur
- 1958 : En légitime défense d'André Berthomieu : l'avocat général
- 1958 : Le Gorille vous salue bien de Bernard Borderie : Popaul, un tueur
- 1958 : Rapt au Deuxième Bureau de Jean Stelli
- 1959 : Des femmes disparaissent d'Édouard Molinaro : Camille
- 1959 : Les Affreux de Marc Allégret
- 1960 : Le Caïd de Bernard Borderie : Amédée
- 1962 : Horace 62 d'André Versini : le commissaire
- 1962 : Le Caporal épinglé de Jean Renoir : un paysan
- 1962 : L'Amour à 20 ans - segment Antoine et Colette de François Truffaut : le beau-père de Colette
- 1962 : Kriss Romani de Jean Schmidt : le père de Saga
- 1963 : Les Bonnes Causes de Christian Jaque : Morin
- 1964 : Requiem pour un caïd de Maurice Cloche : l'inspecteur Couture
- 1966 : Le Voyage du père de Denys de La Patellière : le brigadier
- 1968 : Baisers volés de François Truffaut : l'adjudant-chef Picard
- 1975 : Chobizenesse de Jean Yanne : Baptiste

### Télévision
- 1953 : La Puissance et la Gloire, de Graham Greene, d'André Clavé et réalisation de Claude Barma, ORTF ; représentation théâtrale en direct (non enregistrée)
- 1956 : En votre âme et conscience, épisode : Le Serrurier de Sannois de  Claude Barma
- 1956 : Sainte Jeanne de Claude Loursais
- 1957 : En votre âme et conscience, épisode : L'Affaire Landru de Jean Prat
- 1958 : Les Cinq Dernières Minutes, épisode Réactions en chaîne de Claude Loursais : Vadier
- 1960 : En votre âme et conscience, épisode : Mort d'un notaire ou le Crime de Madame Achet de  Michel Mitrani
- 1962 : Paludi de Gilbert Pineau, téléfilm adapté de la pièce de Diego Fabbri : l'inspecteur
- 1962 : Le Théâtre de la jeunesse, épisode Gavroche d'Alain Boudet, d'après Les Misérables de Victor Hugo : Thénardier
- 1962 : Les Bostoniennes (du roman d'Henry James), téléfilm d'Yves-André Hubert : M. Filer
- 1962 : L'inspecteur Leclerc enquête, épisode La filière de Maurice Delbez : Berthier
- 1963 : Le Chevalier de Maison-Rouge de Claude Barma (version cinématographique en deux époques) : Richard
- 1964 : La Puissance et la Gloire de Claude Barma : le prêtre
- 1965 : Donadieu de Stellio Lorenzi : M. du Bosc[12]
- 1966 : Louis XI de Jean-Roger Cadet : Louis XI
- 1966 : L'Île au trésor (en) de Wolfgang Liebeneiner et Jacques Bourdon d'après Robert Louis Stevenson
- 1967 : En votre âme et conscience, épisode : L'Affaire Daurios ou le Vent du Sud de  Guy Lessertisseur
- 1968 : Les Atomistes de Léonard Keigel
- 1968 : En votre âme et conscience, épisode : Les Innocents d'Eldagsen de  Claude Barma
- 1969 : D'Artagnan de Claude Barma : O'Reilly
- 1970 : Les Enquêtes du commissaire Maigret, épisode L'Écluse no 1 de Claude Barma : Gassin
- 1972 : L'Inconnu du vol 141 de Louis Grospierre (série télévisée) : Commissaire Houriet
- 1972 : Les Rois maudits de Claude Barma : Ogle
- 1973 : Au théâtre ce soir : Ouragan sur le Caine d'Herman Wouk, mise en scène André Villiers, réalisation Georges Folgoas, théâtre Marigny
- 1974 : Les Brigades du Tigre, épisode Ce siècle avait sept ans de Victor Vicas
- 1975 : Au théâtre ce soir : Quelqu'un derrière la porte de Jacques Robert, mise en scène André Villiers, réalisation Pierre Sabbagh, théâtre Édouard-VII-
- 1975: Jo Gaillard de Christian Jaque ( épisode : Cargaison dangereuse) - : Guilbert
- 1975 : Les Enquêtes du commissaire Maigret, épisode La Folle de Maigret de Claude Boissol
- 1980 : Julien d'Emmanuel Fonlladosa
- 1986 : Félicien Grevèche de Michel Wyn
- 1983 : Richelieu ou la journée des dupes de Jean-Dominique de La Rochefoucauld : Michel de Marillac
- 1984 : Messieurs les Jurés ("L'Affaire Lamontgie") de Dominique Giuliani : le Président de la Cour d'Assises
- 1988 : Palace de Jean-Michel Ribes

## Théâtre

### Comédien
- 1941 : George Dandin de Molière, mise en scène d'André Clavé, avec les Comédiens de La Roulotte, François Darbon, Jean Vilar (son tout premier rôle), Hélène Gerber, Jean Desailly, Geneviève Wronecki-Kellershohn, tournée en Anjou, Sarthe, Mayenne, Morvan
- 1941 : La farce des femmes à marier de Jean Vilar, mise en scène de Jean Vilar, avec les Comédiens de La Roulotte, André Clavé, Jean Desailly, Geneviève Wronecki-Kellershohn, Andrée Clément, Jean Vilar (Deuxième rôle de Vilar), tournée en Anjou, Sarthe, Mayenne, Morvan
- 1942 : La Fontaine aux saints de John Millington Synge, mise en scène André Clavé, avec les Comédiens de La Roulotte, Jean Vilar, Pierre Lozach'Meur, André Clavé, tournée en Bretagne, Anjou, Sarthe, Mayenne, Morvan
- 1942 : Il ne faut jurer de rien d'Alfred de Musset, mise en scène André Clavé, avec les Comédiens de La Roulotte, Jean Desailly, André Clavé, tournée en Bretagne, Anjou, Sarthe, Mayenne, Morvan
- 1946 : George Dandin de Molière, mise en scène André Clavé, La Roulotte, tournée de préfiguration en Alsace
- 1947 : L'Ombre d'un franc-tireur de Seán O'Casey, mise en scène André Clavé, Théâtre Charles de Rochefort m. en sc. avec Philippe Kellerson, avec les Comédiens de la Roulotte[13],[14], et pour la première fois en France, tournée de préfiguration en Alsace
- 1947 : Le Ciel et l’enfer de Prosper Mérimée, mise en scène André Clavé, Théâtre Charles de Rochefort
- 1947 : L'Arlésienne d'Alphonse Daudet, mise en scène André Clavé, Centre dramatique de l'Est Colmar
- 1947 : Les Bourlingrins, Boubouroche, Théodore cherche des allumettes de Georges Courteline, mises en scène André Clavé, Centre dramatique de l'Est Colmar
- 1947 : L'Anglais tel qu'on le parle de Tristan Bernard, mise en scène de Fernand Ledoux, au CDE Colmar
- 1948 : Le Mariage de Figaro de Beaumarchais, mise en scène André Clavé, Centre dramatique de l'Est Colmar
- 1948 : Le Chariot de terre cuite de Shûdraka, mise en scène André Clavé, Centre dramatique de l'Est Colmar
- 1948 : Le Bourgeois gentilhomme de Molière, mise en scène André Clavé, Centre dramatique de l'Est Colmar
- 1948 : Tartuffe de Molière, mise en scène Fernand Ledoux, Centre dramatique de l'Est Colmar
- 1949 : Un homme de Dieu de Gabriel Marcel, mise en scène François Darbon, Centre dramatique de l'Est Colmar
- 1951 : Il est minuit, docteur Schweitzer, de Gilbert Cesbron
- 1952 : Le Joueur d'Ugo Betti, mise en scène André Barsacq, théâtre de l'Atelier
- 1952 : Douze Hommes en colère de Reginald Rose, mise en scène Michel Vitold, théâtre de la Gaîté-Montparnasse
- 1952 : La Puissance et la Gloire de Pierre Bost, Pierre Darbon et Pierre Quet d'après Graham Greene, mise en scène André Clavé, au CDE Colmaret au théâtre de l'Œuvre
- 1953 : La Puissance et la Gloire de Pierre Bost, Pierre Darbon et Pierre Quet d'après Graham Greene, mise en scène André Clavé, théâtre des Célestins et tournée en France avec la toute nouvelle compagnie Clavé / Darbon, avec François Darbon, Julien Guiomar, Julien Verdier, Martine Bridoux, Pierre Tabar
- 1954 : Les Cyclones de Jules Roy, mise en scène Pierre Fresnay, théâtre de la Michodière
- 1955 : Procès de famille de Diego Fabbri, mise en scène José Quaglio, théâtre de l'Œuvre
- 1955 : Les Grands Garçons de Paul Géraldy, théâtre de la Michodière
- 1955 : Nekrassov de Jean-Paul Sartre, mise en scène Jean Meyer, théâtre Antoine
- 1956 : Au-delà du mur de Silvio Giovaninetti, mise en scène José Quaglio, théâtre Hébertot
- 1957 : Concerto de Jean-Jacques Varoujean, mise en scène Jean Chapot, théâtre de l'Œuvre
- 1957 : Bircotte dans la nuit de Claude Spaak, mise en scène Jean-Gérard Chauffetaux, théâtre en Rond
- 1957 : Ouragan sur le Caine d'Herman Wouk, mise en scène d'André Villiers, Théâtre en rond (Paris)
- 1960 : Le Prince de l'Escurial de Kurt Becsi, mise en scène Roger Coggio, théâtre de l'Alliance française
- 1961 : Les Séquestrés d'Altona de Jean-Paul Sartre, mise en scène François Darbon, théâtre des Célestins
- 1961 : Marie-Octobre de Jacques Robert, mise en scène André Villiers, théâtre en Rond
- 1962 : Dans la jungle des villes de Bertolt Brecht, mise en scène Antoine Bourseiller, théâtre des Champs-Élysées
- 1963 : La Danse du Sergent Musgrave de John Arden, mise en scène Peter Brook, théâtre de l’Athénée
- 1963 : Le Vicaire de Rolf Hochhuth, mise en scène François Darbon, théâtre de l'Athénée
- 1964 : Le Dossier Oppenheimer de Jean Vilar, mise en scène de l'auteur, théâtre de l'Athénée
- 1965 : Les Chiens de Tone Brulin, mise en scène Gabriel Garran, théâtre de la Commune
- 1966 : Don Carlos de Friedrich von Schiller, mise en scène Stephan Meldegg, Arras
- 1966 : Les Trois Sœurs d'Anton Tchekhov, mise en scène André Barsacq, théâtre Hébertot
- 1968 : Les Rosenberg ne doivent pas mourir d'Alain Decaux, mise en scène Jean-Marie Serreau, Tréteaux de France
- 1969 : Le Misanthrope de Molière, mise en scène Michel Vitold, théâtre du Vieux-Colombier
- 1971 : Toi et tes nuages d'Éric Westphal, mise en scène Roland Monod, théâtre de l’Athénée
- 1973 : Isma de Nathalie Sarraute, mise en scène Claude Régy, Espace Cardin
- 1976 : Le Rire du fou de Gabriel Garran, mise en scène de l'auteur, théâtre de la Commune
- 1976 : L'Éternel Mari de Fiodor Dostoïevski, mise en scène Jean Rougerie, théâtre Firmin Gémier Antony
- 1977 : Ouragan sur le Caine d'Herman Wouk, mise en scène d'André Villiers, Théâtre en rond (Paris)
- 1980 : Le Pic du bossu de Sławomir Mrożek, mise en scène Laurent Terzieff, théâtre Hébertot
- 1985 : La mouette d'Anton Tchekhov, mise en scène Jean-Claude Amyl Théâtre de l'Ouest parisien
- 1989 : La Trilogie des Coûfontaine : L'Otage de Paul Claudel, mise en scène Jean-Paul Lucet, théâtre des Célestins

### Metteur en scène
- 1949 : Un homme de Dieu de Gabriel Marcel, Centre dramatique de l'Est Colmar
- 1950 : Un homme de dieu de Gabriel Marcel, théâtre de l'Œuvre
- 1951 : Il est minuit, docteur Schweitzer, de Gilbert Cesbron, avec le CDE Colmar, et au théâtre de l'Athénée
- 1953 : Il est minuit, docteur Schweitzer, de Gilbert Cesbron avec la compagnie Clavé / Darbon
- 1959 : Les Séquestrés d'Altona de Jean-Paul Sartre, théâtre de la Renaissance
- 1959 : Tchin-Tchin de François Billetdoux, Poche Montparnasse
- 1962 : Tchin-Tchin de François Billetdoux, Petit théâtre de Paris
- 1963 : Le Vicaire de Rolf Hochhuth, théâtre de l'Athénée
- 1967 : L'Arme blanche de Victor Haïm, théâtre de l'Athénée
- 1972 : L'été où il fait froid, théâtre Le Kaléïdoscope
- 1974 : Qui rapportera ces paroles ? de Charlotte Delbo, Cyrano-Théâtre

## Œuvres littéraires
- Les Suspects, roman, nrf, Gallimard, Paris, 1946 (sous son nom de baptême, Jean-François Darbon)
- L'Itinéraire, roman, Mercure de France, Paris, 1972
- La Balle au mur, roman, Denoël, Paris, 1977